# 上施泰尔马克地区圣米夏埃尔
上施泰尔马克地区圣米夏埃尔（德語：Sankt Michael in Obersteiermark）是奥地利施蒂利亚州莱奥本县的一个市镇。总面积56平方公里，总人口3258人，人口密度58.2人/平方公里（2005年）。